# 巴莫尔
巴莫尔（Bamor），是印度中央邦Morena县的一个城镇。总人口25222（2001年）。

## 人口
该地2001年总人口25222人，其中男性13607人，女性11615人；0—6岁人口4599人，其中男2428人，女2171人；识字率58.29%，其中男性为69.92%，女性为44.66%。